# Pro Mazda Championship 2016
Het Pro Mazda Championship 2016 was het achttiende kampioenschap van de Formule Mazda.

## Teams en rijders
| Team                                      | Nr | Rijders               | Races           |
| ----------------------------------------- | -- | --------------------- | --------------- |
| Cape Motorsports with Wayne Taylor Racing | 2  | Nico Jamin            | Alle            |
| Cape Motorsports with Wayne Taylor Racing | 3  | Jake Eidson           | 1-7             |
| Cape Motorsports with Wayne Taylor Racing | 4  | Jorge Cevallos        | 10-11           |
| DE Force Racing                           | 11 | Kory Enders (N)       | 14-16           |
| DE Force Racing                           | 12 | Moisés de la Vara (N) | 14-16           |
| JDC Motorsports                           | 13 | Bobby Eberle (N)      | 5-6, 8-16       |
| JDC Motorsports                           | 21 | Jorge Cevallos        | 1-4             |
| JDC Motorsports                           | 44 | Kevin Davis (N)       | 5-6, 8-9        |
| Juncos Racing                             | 00 | Jake Parsons          | Alle            |
| Juncos Racing                             | 5  | Garett Grist          | 1-7             |
| Juncos Racing                             | 23 | Will Owen             | Alle            |
| Juncos Racing                             | 31 | Nicolás Dapero        | Alle            |
| Kaminsky Racing                           | 57 | Bob Kaminsky (N)      | 5-6, 8-9, 12-13 |
| M1 Racing                                 | 37 | Jay Horak (N)         | 1-2, 5-6        |
| Team Pelfrey                              | 80 | Patricio O'Ward       | Alle            |
| Team Pelfrey                              | 81 | Weiron Tan            | 1-4             |
| Team Pelfrey                              | 81 | TJ Fischer            | 8-16            |
| Team Pelfrey                              | 82 | Aaron Telitz          | Alle            |
| World Speed Motorsports                   | 7  | Dan Swanbeck (N)      | 14-16           |
| World Speed Motorsports                   | 13 | Bobby Eberle          | 1-2             |
| World Speed Motorsports                   | 32 | Joseph Burton-Harris  | 14-16           |

## Uitslagen
| Race | Datum        | Circuit                                     | Locatie            | Pole position   | Snelste ronde   | Meeste ronden aan de leiding | Winnaar         | Team                      |
| ---- | ------------ | ------------------------------------------- | ------------------ | --------------- | --------------- | ---------------------------- | --------------- | ------------------------- |
| 1    | 12 maart     | Stratencircuit Saint Petersburg             | St. Petersburg, FL | Patricio O'Ward | Patricio O'Ward | Patricio O'Ward              | Patricio O'Ward | Team Pelfrey              |
| 2    | 13 maart     | Stratencircuit Saint Petersburg             | St. Petersburg, FL | Aaron Telitz    | Patricio O'Ward | Aaron Telitz                 | Aaron Telitz    | Team Pelfrey              |
| 3    | 23 april     | Barber Motorsports Park                     | Birmingham, AL     | Aaron Telitz    | Patricio O'Ward | Aaron Telitz                 | Patricio O'Ward | Team Pelfrey              |
| 4    | 24 april     | Barber Motorsports Park                     | Birmingham, AL     | Patricio O'Ward | Aaron Telitz    | Patricio O'Ward              | Patricio O'Ward | Team Pelfrey              |
| 5    | 13 mei       | Indianapolis Motor Speedway (binnencircuit) | Speedway, IN       | Patricio O'Ward | Patricio O'Ward | Patricio O'Ward              | Patricio O'Ward | Team Pelfrey              |
| 6    | 14 mei       | Indianapolis Motor Speedway (binnencircuit) | Speedway, IN       | Patricio O'Ward | Patricio O'Ward | Patricio O'Ward              | Patricio O'Ward | Team Pelfrey              |
| 7    | 28 mei       | Lucas Oil Raceway at Indianapolis           | Clermont, IN       | Patricio O'Ward | Patricio O'Ward | Patricio O'Ward              | Patricio O'Ward | Team Pelfrey              |
| 8    | 13 juni      | Road America                                | Elkhart Lake, WI   | Aaron Telitz    | Nico Jamin      | Aaron Telitz                 | Aaron Telitz    | Team Pelfrey              |
| 9    | 14 juni      | Road America                                | Elkhart Lake, WI   | Aaron Telitz    | Aaron Telitz    | Aaron Telitz                 | Aaron Telitz    | Team Pelfrey              |
| 10   | 16 juli      | Stratencircuit Toronto                      | Toronto, ON        | Aaron Telitz    | Aaron Telitz    | Aaron Telitz                 | Aaron Telitz    | Team Pelfrey              |
| 11   | 17 juli      | Stratencircuit Toronto                      | Toronto, ON        | Aaron Telitz    | Aaron Telitz    | Aaron Telitz                 | Aaron Telitz    | Team Pelfrey              |
| 12   | 30 juli      | Mid-Ohio Sports Car Course                  | Lexington, OH      | Nico Jamin      | Nico Jamin      | Nico Jamin                   | Nico Jamin      | Cape Motorsports with WTR |
| 13   | 31 juli      | Mid-Ohio Sports Car Course                  | Lexington, OH      | Aaron Telitz    | Patricio O'Ward | Nico Jamin                   | Nico Jamin      | Cape Motorsports with WTR |
| 14   | 10 september | Mazda Raceway Laguna Seca                   | Monterey, CA       | Aaron Telitz    | Patricio O'Ward | Patricio O'Ward              | Patricio O'Ward | Team Pelfrey              |
| 15   | 11 september | Mazda Raceway Laguna Seca                   | Monterey, CA       | Aaron Telitz    | Nicolás Dapero  | Nicolás Dapero               | Nicolás Dapero  | Juncos Racing             |
| 16   | 11 september | Mazda Raceway Laguna Seca                   | Monterey, CA       | Aaron Telitz    | Nicolás Dapero  | Aaron Telitz                 | Aaron Telitz    | Team Pelfrey              |

| Pos              | Rijder               | STP | STP | BAR | BAR | IMS | IMS | LOR | ROA | ROA | TOR | TOR | MOH | MOH | LAG | LAG | LAG | Punten |
| ---------------- | -------------------- | --- | --- | --- | --- | --- | --- | --- | --- | --- | --- | --- | --- | --- | --- | --- | --- | ------ |
| 1                | Aaron Telitz         | 2   | 1*  | 2*  | 2   | 7   | 2   | 5   | 1*  | 1*  | 1*  | 1*  | 2   | 3   | 2   | 5   | 1*  | 421    |
| 2                | Patricio O'Ward      | 1*  | 2   | 1   | 1*  | 1*  | 1*  | 1*  | 4   | 4   | 9   | 2   | 7   | 4   | 1*  | 10  | 6   | 393    |
| 3                | Nico Jamin           | 4   | 4   | 6   | 5   | 5   | 4   | 7   | 10  | 2   | 2   | 3   | 1*  | 1*  | 4   | 3   | 4   | 331    |
| 4                | Will Owen            | 9   | 6   | 5   | 4   | 2   | 3   | 6   | 3   | 3   | 4   | 4   | 3   | 2   | 11  | 2   | 2   | 317    |
| 5                | Nicolás Dapero       | 10  | 10  | 7   | 7   | 8   | 8   | 3   | 2   | 5   | 5   | 9   | 5   | 8   | 3   | 1*  | 3   | 278    |
| 6                | Jake Parsons         | 8   | 5   | 10  | 9   | 3   | 6   | 4   | 6   | 9   | 3   | 5   | 4   | 7   | 5   | 12  | 5   | 258    |
| 7                | TJ Fischer           |     |     |     |     |     |     |     | 5   | 6   | 6   | 6   | 6   | 5   | 6   | 11  | 7   | 137    |
| 8                | Garett Grist         | 6   | 8   | 3   | 3   | 4   | 5   | 2   |     |     |     |     |     |     |     |     |     | 133    |
| 9                | Jake Eidson          | 3   | 7   | 8   | 6   | 6   | 7   | 8   |     |     |     |     |     |     |     |     |     | 106    |
| 10               | Jorge Cevallos       | 7   | 9   | 9   | 8   |     |     |     |     |     | 8   | 7   |     |     |     |     |     | 79     |
| 11               | Weiron Tan           | 5   | 3   | 4   | 10  |     |     |     |     |     |     |     |     |     |     |     |     | 69     |
| 12               | Joseph Burton-Harris |     |     |     |     |     |     |     |     |     |     |     |     |     | 10  | 4   | 8   | 46     |
| 13               | Bobby Eberle         | 11  | 11  |     |     |     |     |     |     |     |     |     |     |     |     |     |     | 20     |
| Nationale klasse |                      |     |     |     |     |     |     |     |     |     |     |     |     |     |     |     |     |        |
| 1                | Bobby Eberle         |     |     |     |     | 9   | 9   |     | 7   | 7   | 7   | 8   | 8   | 6   | 7   | 9   | 11  | 225    |
| 2                | Bob Kaminsky         |     |     |     |     | 10  | 11  |     | 8   | 10  |     |     | 9   | 9   |     |     |     | 102    |
| 3                | Jay Horak            | 12  | 12  |     |     | 11  | 12  |     |     |     |     |     |     |     |     |     |     | 71     |
| 4                | Kevin Davis          |     |     |     |     | 12  | 10  |     | 9   | 8   |     |     |     |     |     |     |     | 63     |
| 5                | Moisés de la Vara    |     |     |     |     |     |     |     |     |     |     |     |     |     | 8   | 6   | 12  | 52     |
| 6                | Dan Swanbeck         |     |     |     |     |     |     |     |     |     |     |     |     |     | 9   | 7   | 10  | 51     |
| 7                | Kory Enders          |     |     |     |     |     |     |     |     |     |     |     |     |     | 12  | 8   | 9   | 49     |
| Pos              | Rijder               | STP | STP | BAR | BAR | IMS | IMS | LOR | ROA | ROA | TOR | TOR | MOH | MOH | LAG | LAG | LAG | Punten |

| Kleur       | Resultaat                       |
| ----------- | ------------------------------- |
| Goud        | Winnaar                         |
| Zilver      | 2de plaats                      |
| Brons       | 3de plaats                      |
| Groen       | 4de en 5de plaats               |
| Lichtblauw  | 6de–10de plaats                 |
| Donkerblauw | Gefinisht (buiten de Top 10)    |
| Paars       | Niet gefinisht                  |
| Rood        | Niet gekwalificeerd (DNQ)       |
| Bruin       | Teruggetrokken (Wth)            |
| Zwart       | Gediskwalificeerd (DSQ)         |
| Wit         | Niet Gestart (DNS)              |
| Blank       | Nam geen deel aan de race (DNP) |
| Blank       | Niet geracet                    |

| Toegevoegde info |                                       |
| vet              | Pole positie (1 punt)                 |
| cursief          | Snelste ronde (1 punt)                |
| *                | Meeste ronden aan de leiding (1 punt) |

| Kleur       | Resultaat                       |
| ----------- | ------------------------------- |
| Goud        | Winnaar                         |
| Zilver      | 2de plaats                      |
| Brons       | 3de plaats                      |
| Groen       | 4de en 5de plaats               |
| Lichtblauw  | 6de–10de plaats                 |
| Donkerblauw | Gefinisht (buiten de Top 10)    |
| Paars       | Niet gefinisht                  |
| Rood        | Niet gekwalificeerd (DNQ)       |
| Bruin       | Teruggetrokken (Wth)            |
| Zwart       | Gediskwalificeerd (DSQ)         |
| Wit         | Niet Gestart (DNS)              |
| Blank       | Nam geen deel aan de race (DNP) |
| Blank       | Niet geracet                    |

| Toegevoegde info |                                       |
| vet              | Pole positie (1 punt)                 |
| cursief          | Snelste ronde (1 punt)                |
| *                | Meeste ronden aan de leiding (1 punt) |

- Coureurs moeten ten minste 50% van de raceafstand afgelegd hebben voor volledige punten, anders wordt 1 punt uitgereikt.

| Positie | 1  | 2  | 3  | 4  | 5  | 6  | 7  | 8  | 9  | 10 | 11 | 12 | 13 | 14 | 15 | 16 | 17 | 18 | 19 | 20 |
| ------- | -- | -- | -- | -- | -- | -- | -- | -- | -- | -- | -- | -- | -- | -- | -- | -- | -- | -- | -- | -- |
| Punten  | 29 | 25 | 22 | 19 | 17 | 15 | 14 | 13 | 12 | 11 | 10 | 9  | 8  | 7  | 6  | 5  | 4  | 3  | 2  | 1  |

1991 · 1992 · 1993 · 1994 · 1995 · 1996 · 1997 · 1998 · 1999 · 2000 · 2001 · 2002 · 2003 · 2004 · 2005 · 2006 · 2007 · 2008 · 2009 · 2010 · 2011 · 2012 · 2013 · 2014 · 2015 · 2016 · 2017 · 2018 · 2019 · 2020 · 2021 · 2022 · 2023 · 2024 · 2025